# Злакоподобные культуры
Злакоподобные, или псевдозерновые культуры — хлебные зерновые культуры, не относящиеся к числу злаков. Подобно злакам, их возделывают ради получения зерен, из которых можно варить каши, а после измельчения в муку — печь хлеб. Все основные псевдозлаковые культуры, за исключением гречихи, были одомашнены индейцами Америки (которые из злаков знали только маис):
- Щирица (семейство Амарантовые)
- Гречиха посевная и татарская (семейство Гречишные)
- Близкородственные киноа и канива (семейство Амарантовые)
- Чиа (семейство Яснотковые) — не только зерновая, но и масличная культура.

В отличие от злаков, указанные культуры (за исключением чиа) содержат все 8 незаменимых аминокислот и используются в цельном виде, сохраняя витамины и микроэлементы. Подходят для безглютеновой диеты. В зернах растений семейства Амарантовые содержание белка выше, чем в злаках.